# Xã Spring Hill, Quận Hand, Nam Dakota
Xã Spring Hill (tiếng Anh: Spring Hill Township) là một xã thuộc quận Hand, tiểu bang Nam Dakota, Hoa Kỳ. Năm 2010, dân số của xã này là 36 người.